# Rupert Charles Barneby
Rupert Charles Barneby, född den 6 oktober 1911 i Monmouthshire i Storbritannien, död den 5 december 2000 i Bronx i New York, var en amerikansk självlärd botaniker som specialiserade sig på ärtväxter, men arbetade även med månfrörankeväxter samt en rad andra växtfamiljer. Han var anställd vid New York Botanical Garden från 1950-talet till kort före sin död.
Barneby namngav och beskrev över 1 100 nya arter. Han fick 25 arter och fyra släkten (Barnebya, Barnebyella, Barnebydendron och Rupertia) uppkallade efter sig.
Auktorsnamnet Barneby kan användas för Rupert Charles Barneby i samband med ett vetenskapligt namn inom botaniken; se Wikipediaartiklar som länkar till auktorsnamnet.